# Marsdenia tubularis
Marsdenia tubularis är en oleanderväxtart som beskrevs av Louis Otho Otto Williams. Marsdenia tubularis ingår i släktet Marsdenia och familjen oleanderväxter. Inga underarter finns listade i Catalogue of Life.